# بیگاس لونا
بیگاس لونا (کاتالونیایی: Bigas Luna؛ ‏ ۱۹ مارس ۱۹۴۶ – ۶ آوریل ۲۰۱۳) کارگردان، فیلم‌نامه‌نویس و طراح اهل اسپانیا بود.
از فیلم‌هایی که وی در آن‌ها نقش داشته است، می‌توان به خامون خامون و دی دی هالیوود اشاره نمود.